# Partit Blanc Radical
El Partit Radicalisme Blanc o Partit Blanc Radical (castellà: Partido Blanco Radical) fou un partit polític de l'Uruguai, creat per l'advocat Lorenzo Carnelli el 1925. Aquest partit polític es va separar del dretà Partit Nacional després de diferències ideològiques amb Luis Alberto de Herrera, ja que Carnelli tenia tendències socialistes i progressistes per a l'època, semblants al batllisme i amb grans discrepàncies amb Herrera, de tendències conservadores.

## Eleccions de 1926
Per a les eleccions generals de l'Uruguai de 1926 el Partit Blanc Radical va votar fora del lema del Partit Nacional. A causa d'això Herrera va perdre la contesa electoral per només 1.526 vots, va obtenir un 48,42%, mentre que el Partit Blanc Radical va obtenir 3.844 (1,22%) dels vots, amb la qual cosa el Partit Nacional hagués guanyat les eleccions d'haver votat els radicals i els nacionalistes sota un mateix lema.
El Partit Radical va existir fins a la dictadura de Terra el 1933.